# Kremlin de Kazán
El Kremlin de Kazán (ruso: Казанский Кремль; tártaro cirílico: Казан кирмәне) es la principal ciudadela histórica de la República de Tartaristán, situado en la ciudad de Kazán. Fue construido a instancias de Iván el Terrible sobre las ruinas del antiguo castillo de los kanes del Kanato de Kazán. Fue declarado Patrimonio de la Humanidad en 2000 por la Unesco.

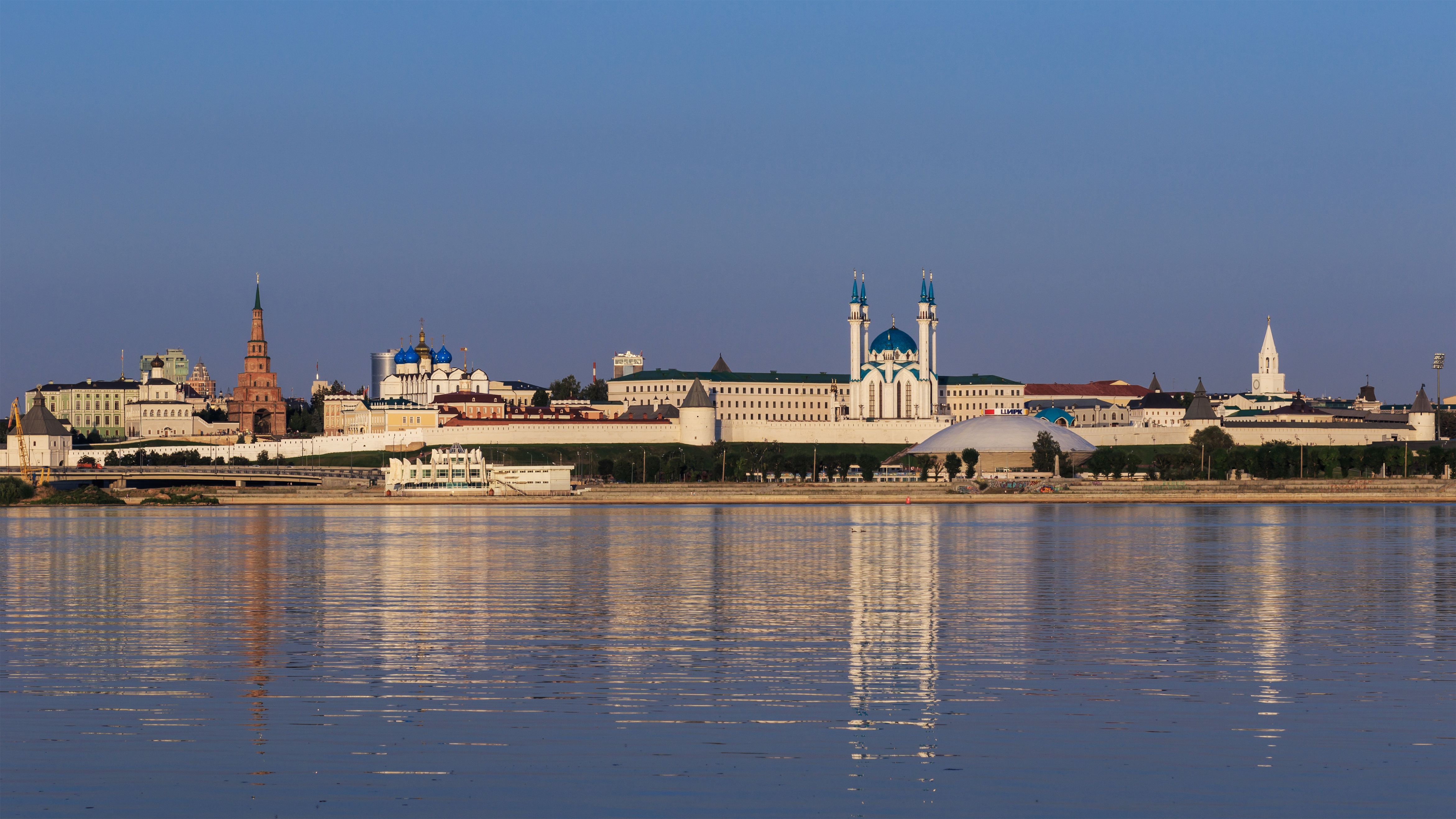
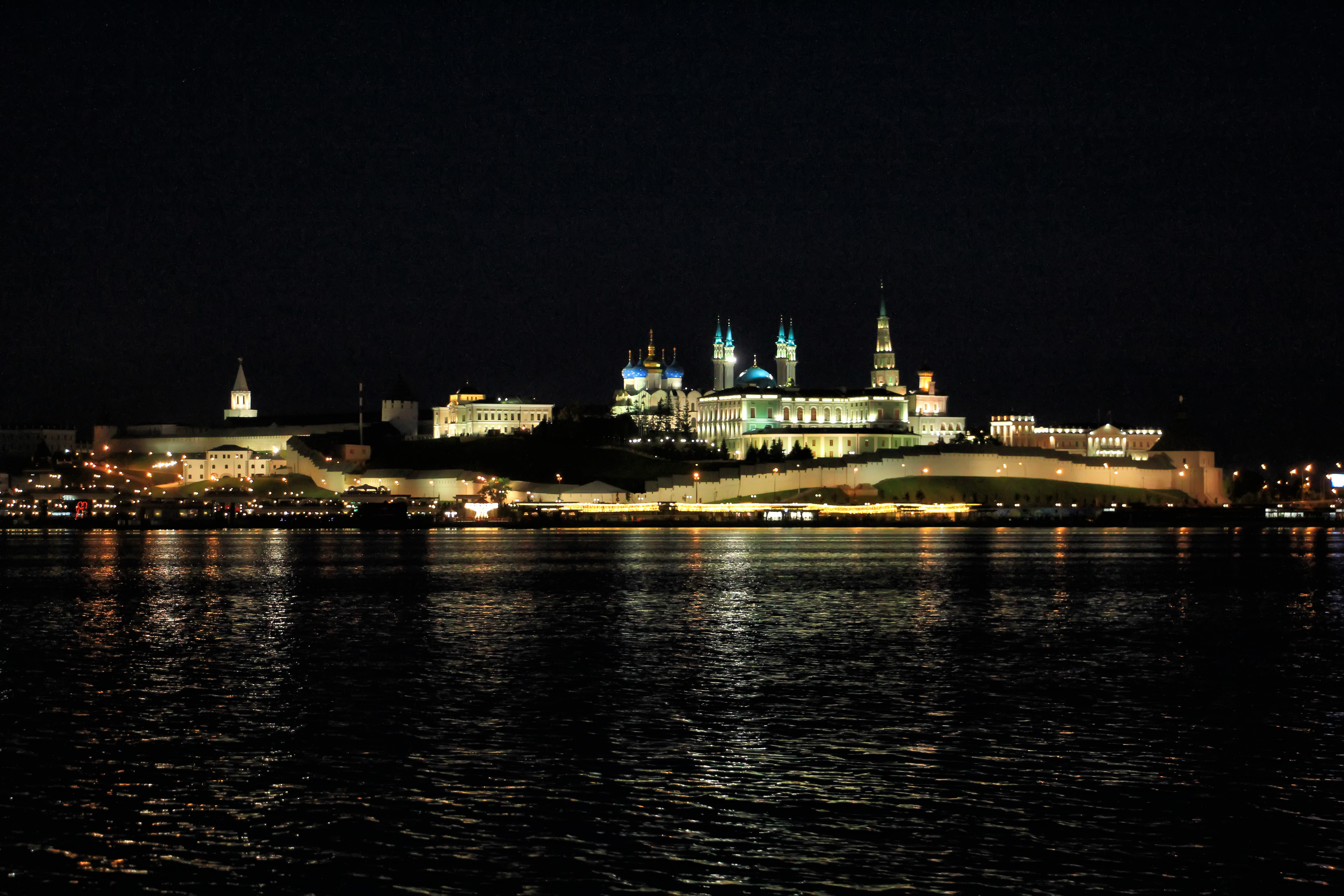

## Historia y Monumentos

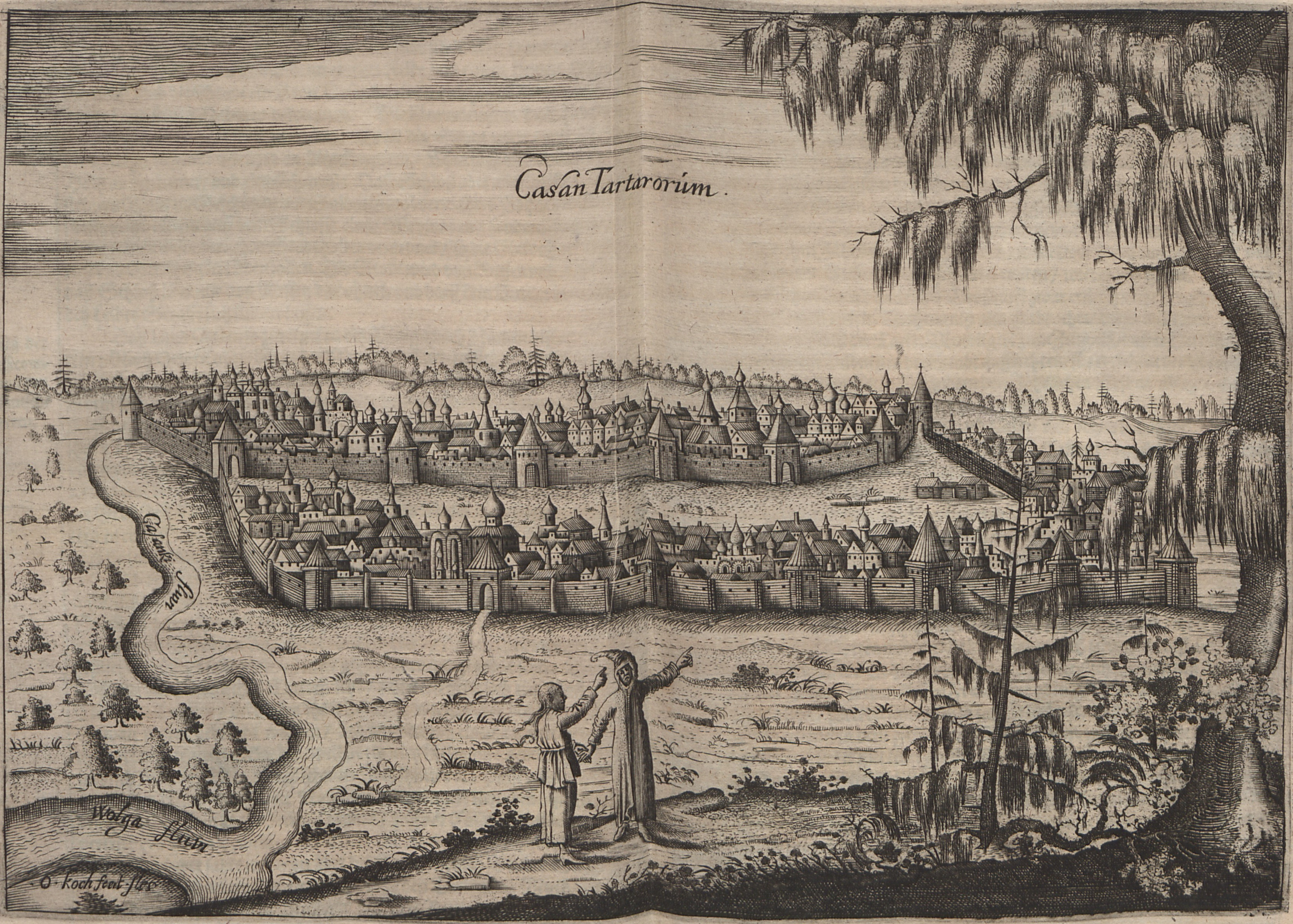
Kremlin de Kazán, 1630

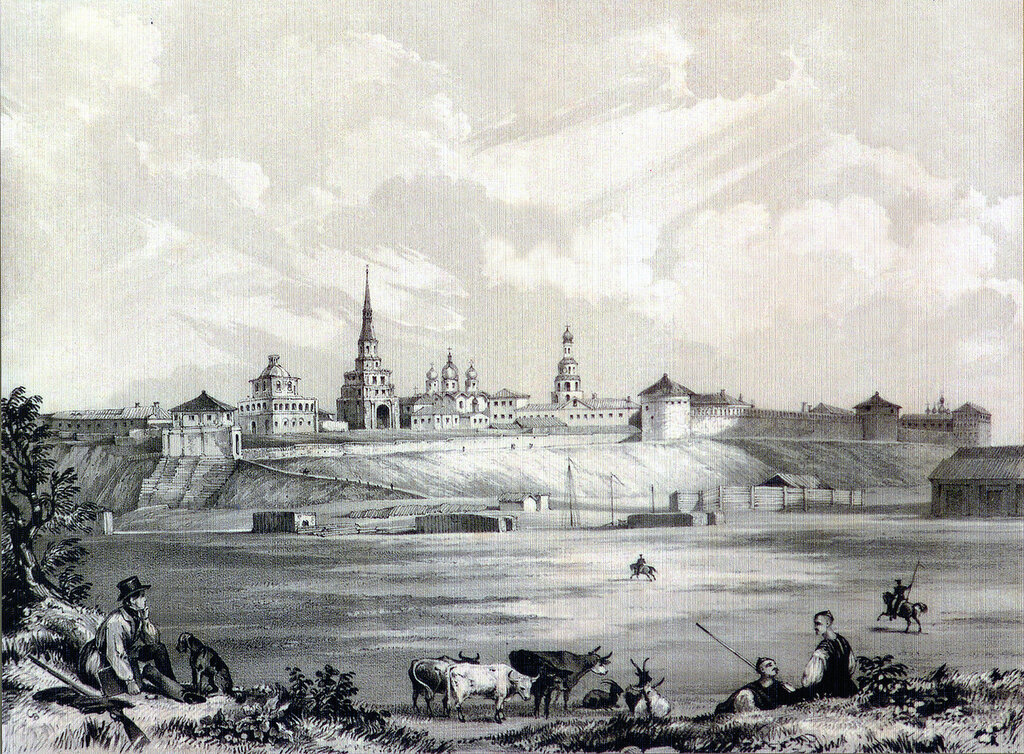
Kremlin de Kazán, 1839

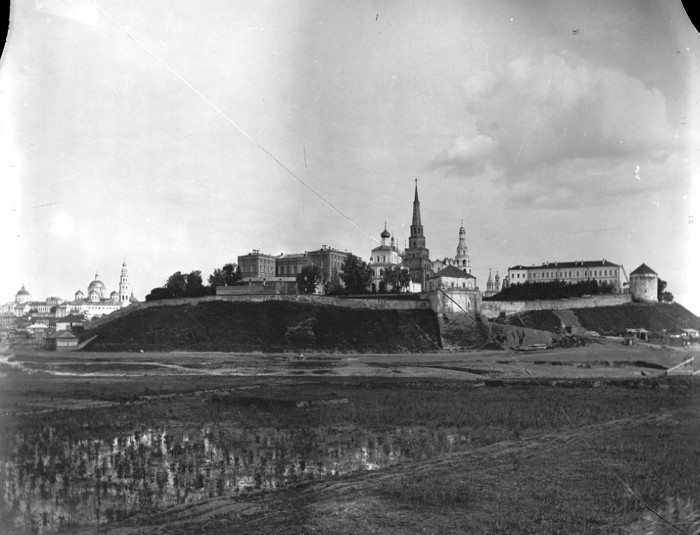
Kremlin de Kazán, 1911

El Kremlin de Kazán incluye muchos edificios antiguos, el más antiguo de ellos es la Catedral de la Anunciación (1554-62), la única iglesia de Rusia del siglo XVI en tener seis pilares y cinco ábsides. Al igual que muchos edificios de Kazán de la época, se construyó con piedra arenisca pálida local y no con ladrillo. Durante muchos años se ha dicho que el arquitecto fue el legendario Póstnik Yákovlev, pero esto es puramente especulativo. La torre campanario de la catedral se erigió en cinco niveles a instancias de Iván el Terrible con la intención de que se pareciera al campanario de Iván el Grande de Moscú, pero fue derribada por los soviéticos en 1930.
El elemento más notable del Kremlin de Kazán es la Torre Siuyumbiké inclinada, que probablemente se remonta al reinado de Pedro I de Rusia. Una conocida leyenda conecta la torre con la última reina del Janato de Kazán. Otra característica arquitectónica reconocible es la Torre Spásskaya, que es el ancla del extremo sur del Kremlin y sirve como la entrada principal del Kremlin.
La Torre Spásskaya lleva el nombre del Monasterio Spasski, que estaba situado en las cercanías. Otros edificios del monasterio son la Iglesia de San Nicolás (1560, cuatro pilares) y de la Catedral de la Transfiguración del Salvador (1590, seis pilares). Fueron destruidos por los soviéticos durante el mandato de Stalin.

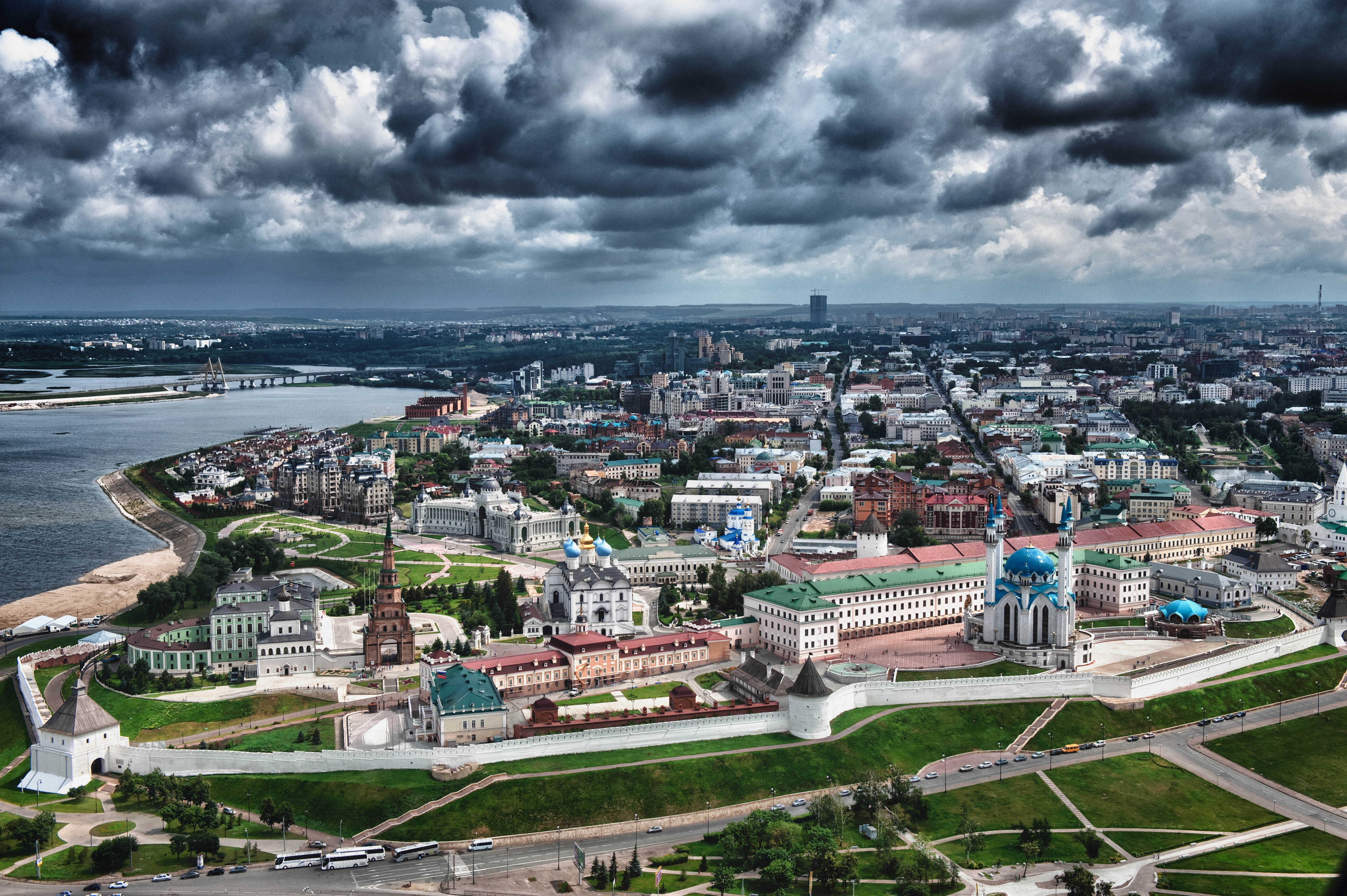

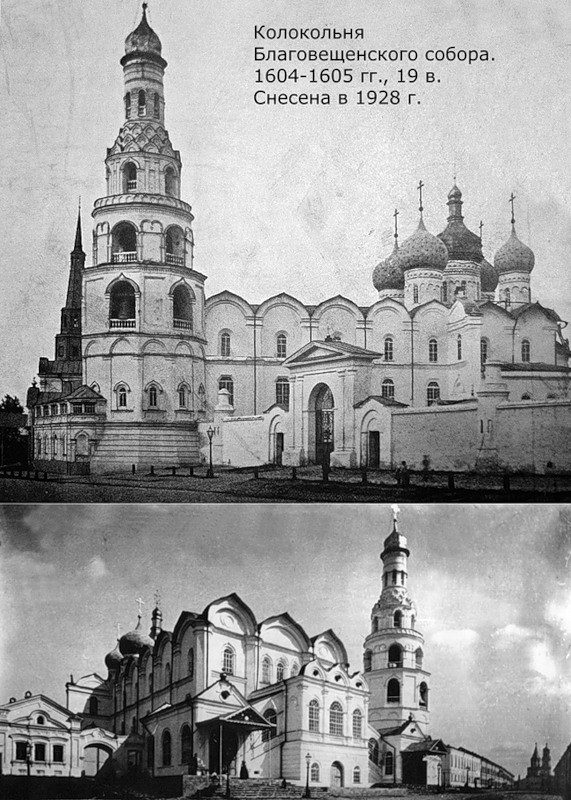
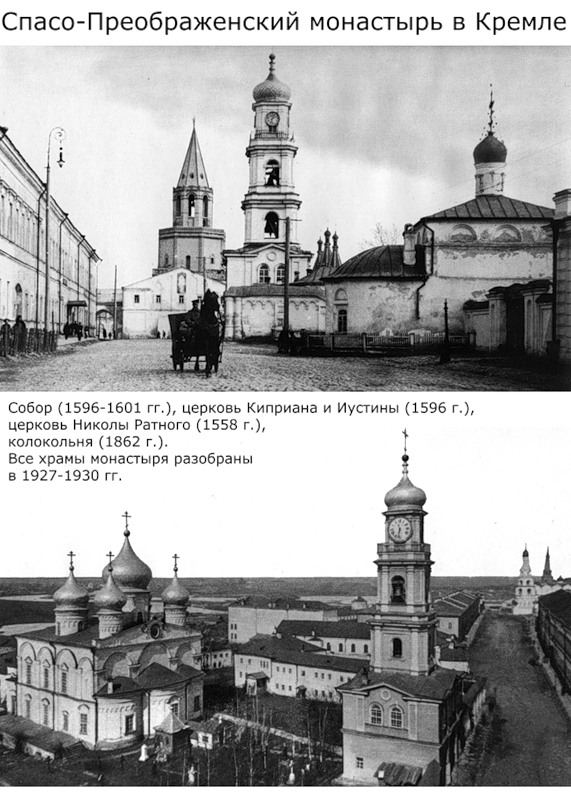
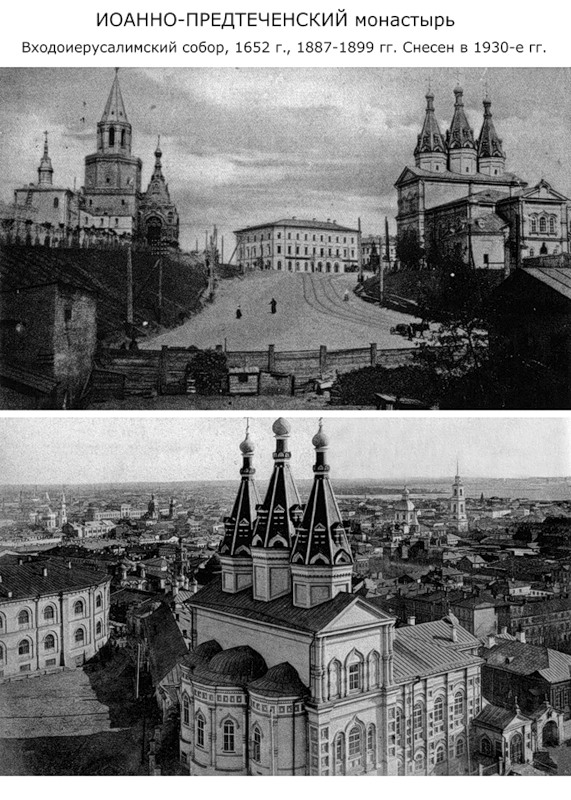

También de interés son las torres y murallas de color blanco-nieve, erigidas en los siglos XVI y XVII, pero renovadas siglos más tarde; la mezquita Qol-Şärif, recientemente reconstruida en el interior de la ciudadela, y la Casa del Gobernador (1843-53), diseñado por Konstantin Thon, ahora Palacio del Presidente de la República de Tartaristán. El Palacio se cree que se encuentra en el sitio del antiguo palacio del Khan.
El norte de la pared del Kremlin contiene otra torre (Torre del Secreto), que se llama así porque se utiliza para albergar un secreto de abastecimiento de agua. Esta torre permite el acceso peatonal del Kremlin, pero el acceso de los vehículos está restringido sólo a las situaciones de emergencia.

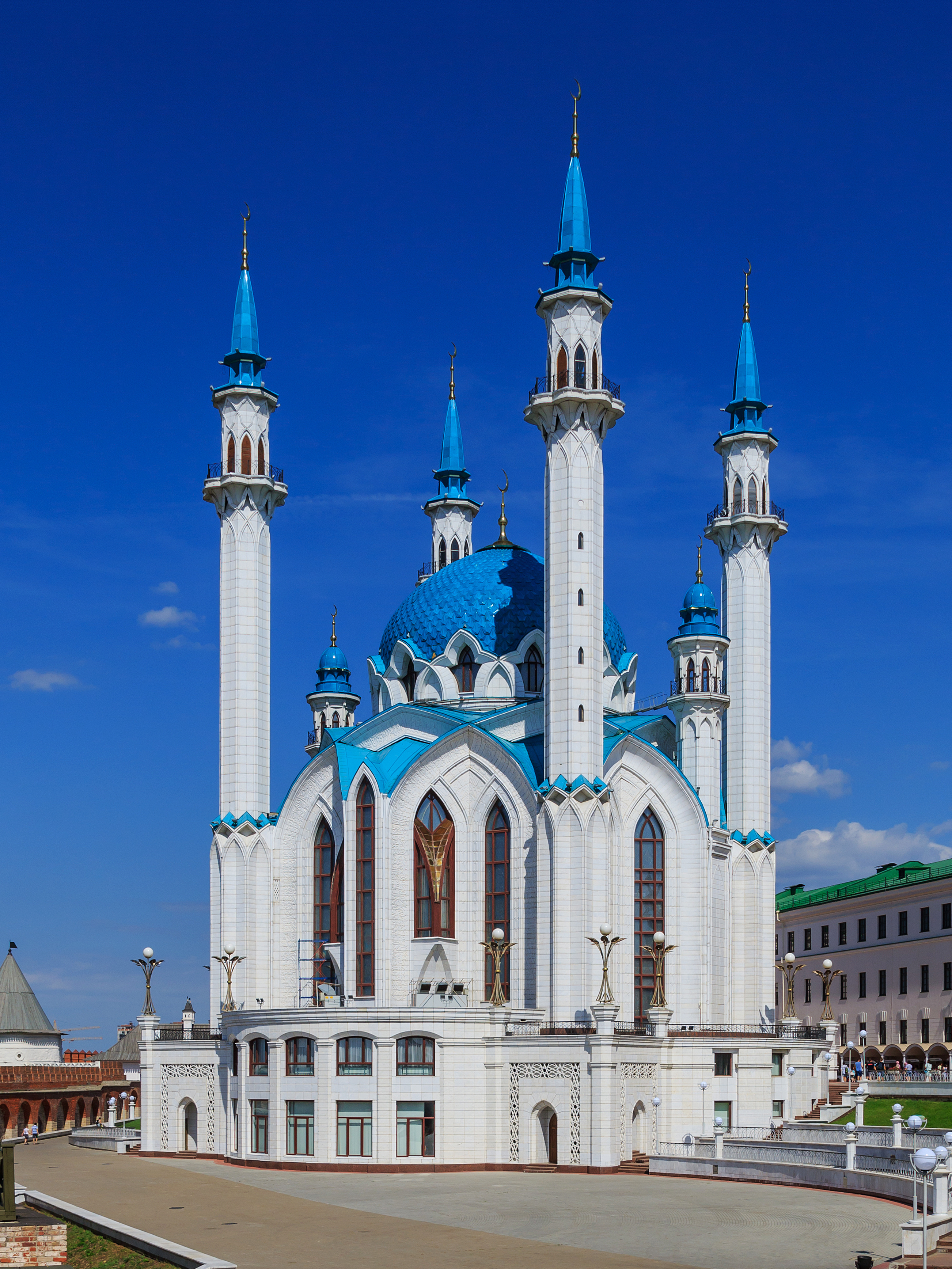
mezquita Qol-Şärif
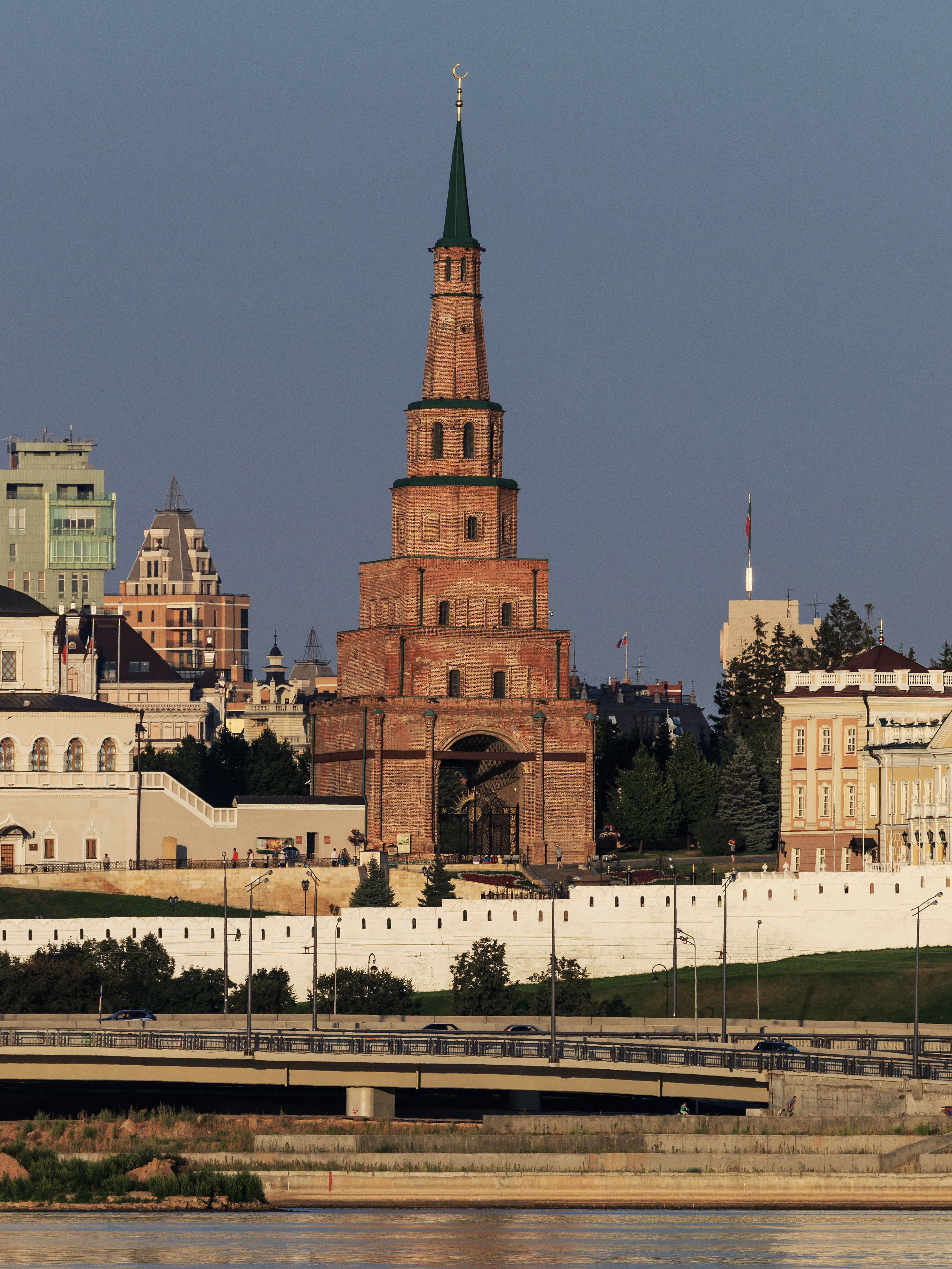
Torre Siuyumbiké
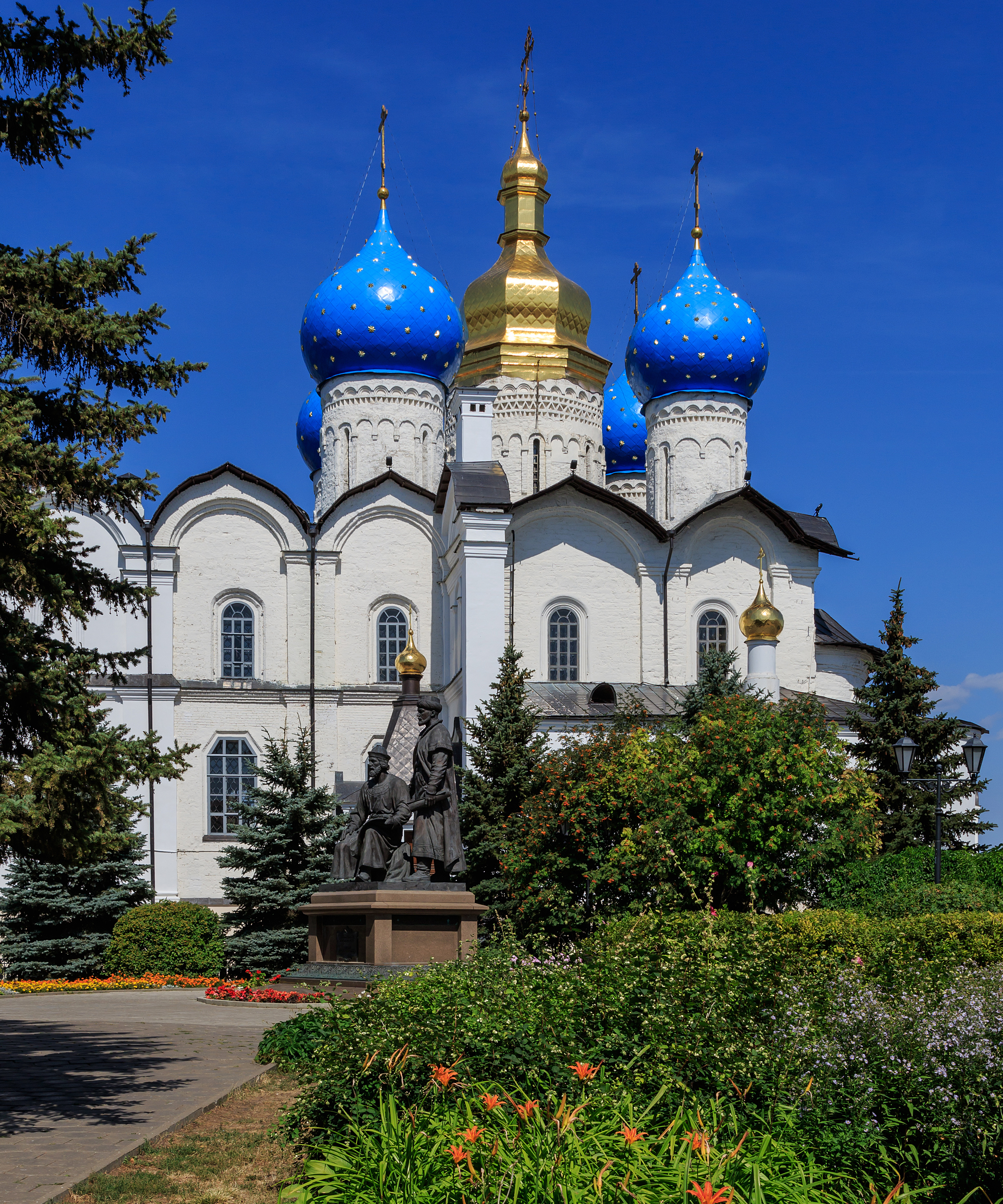
Catedral de la Anunciación
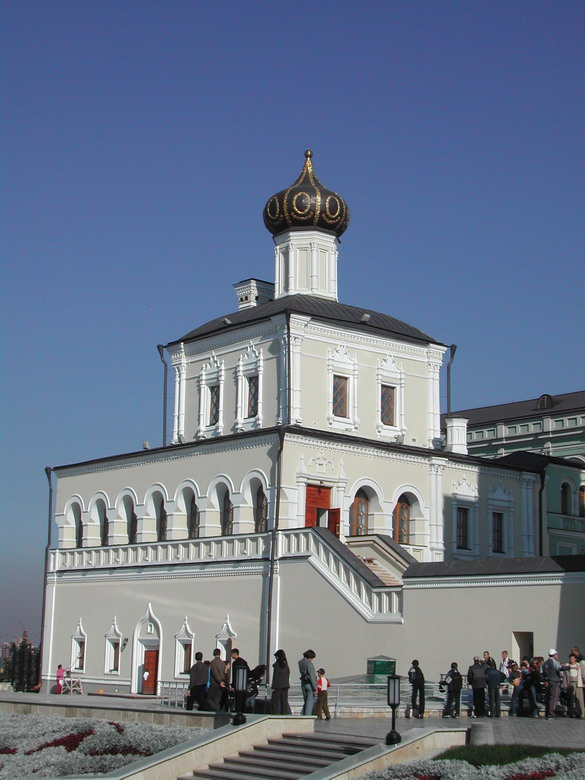
Palacio church

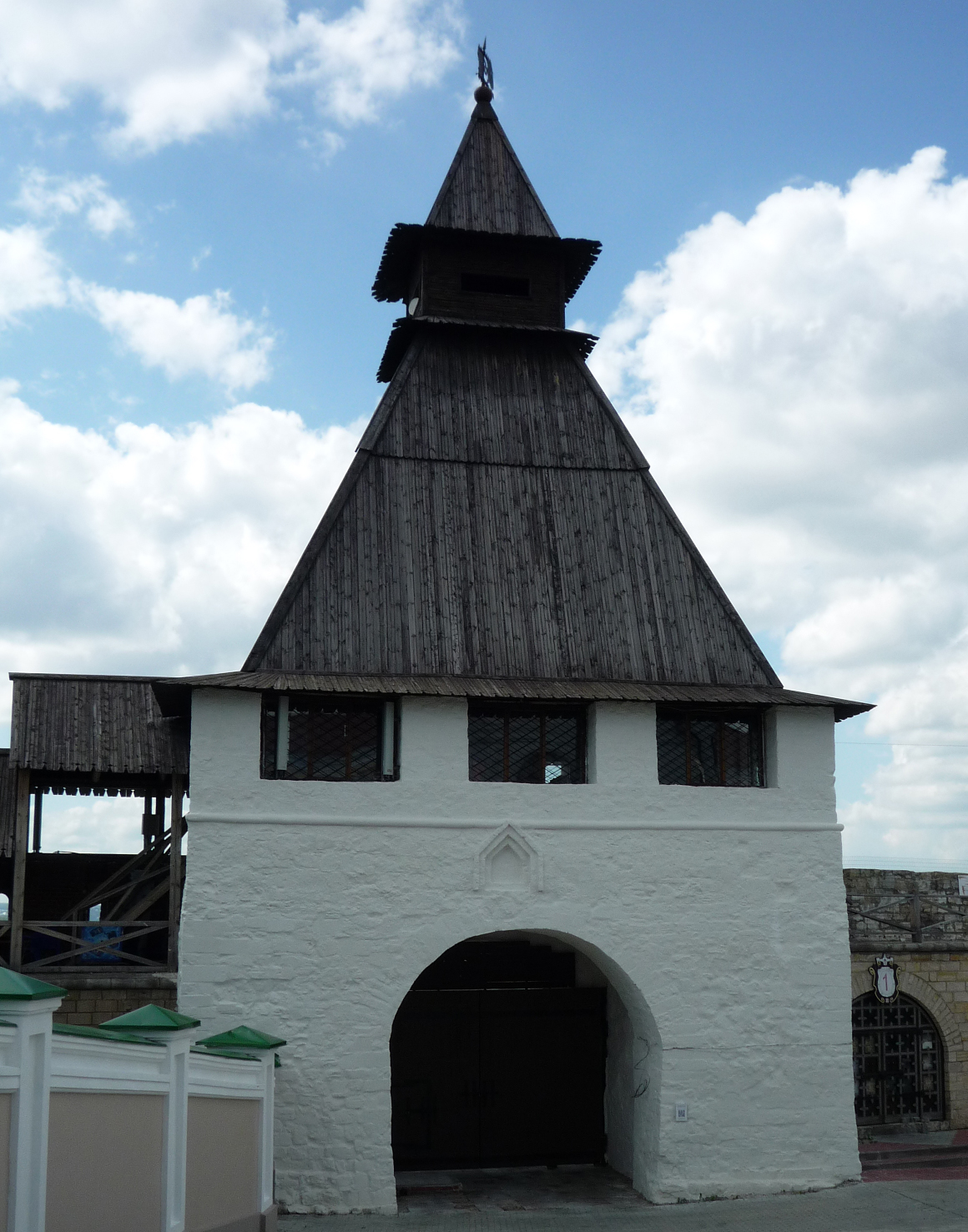
Torre del Transfiguracion
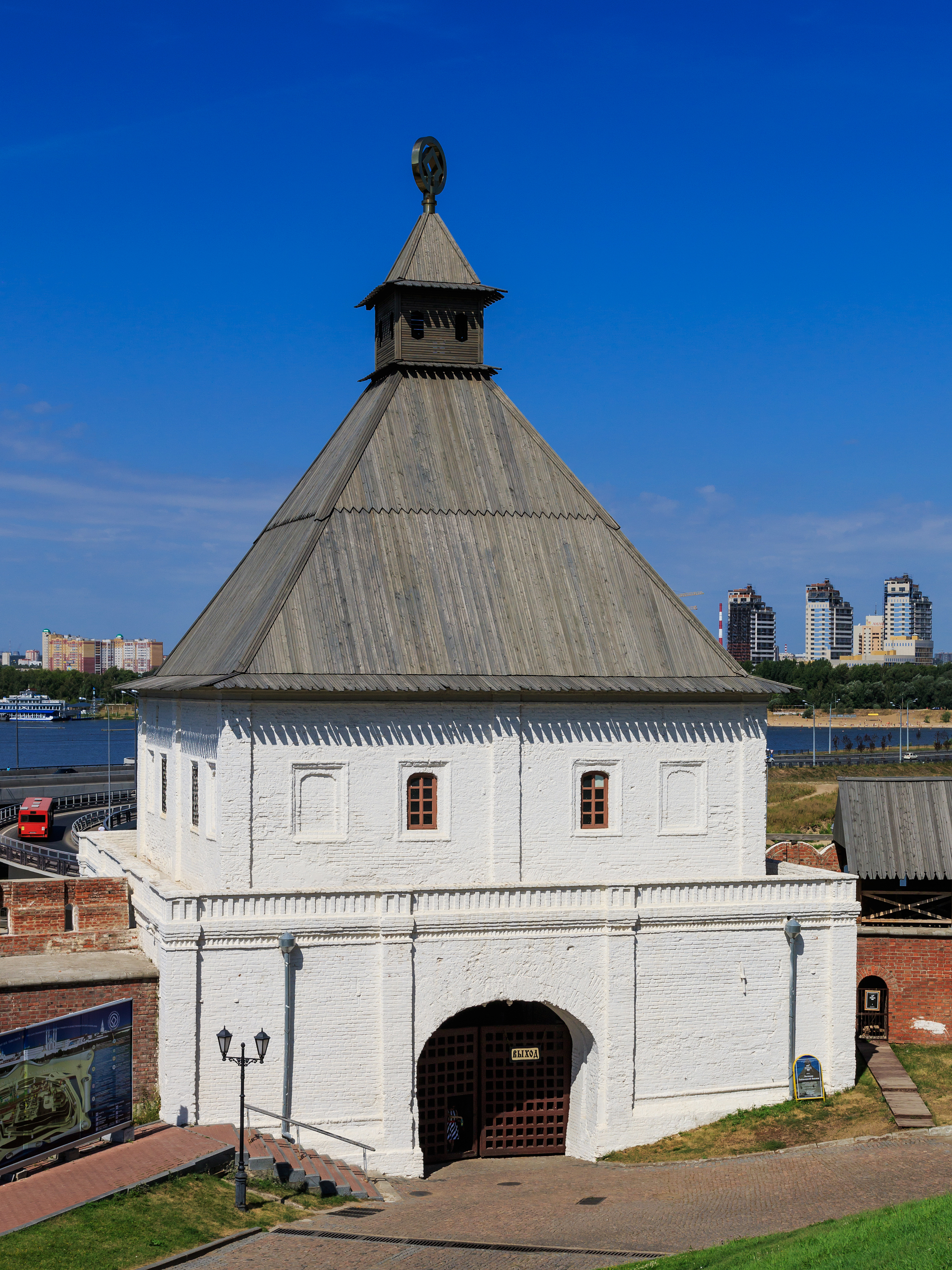
Torre del Secreto
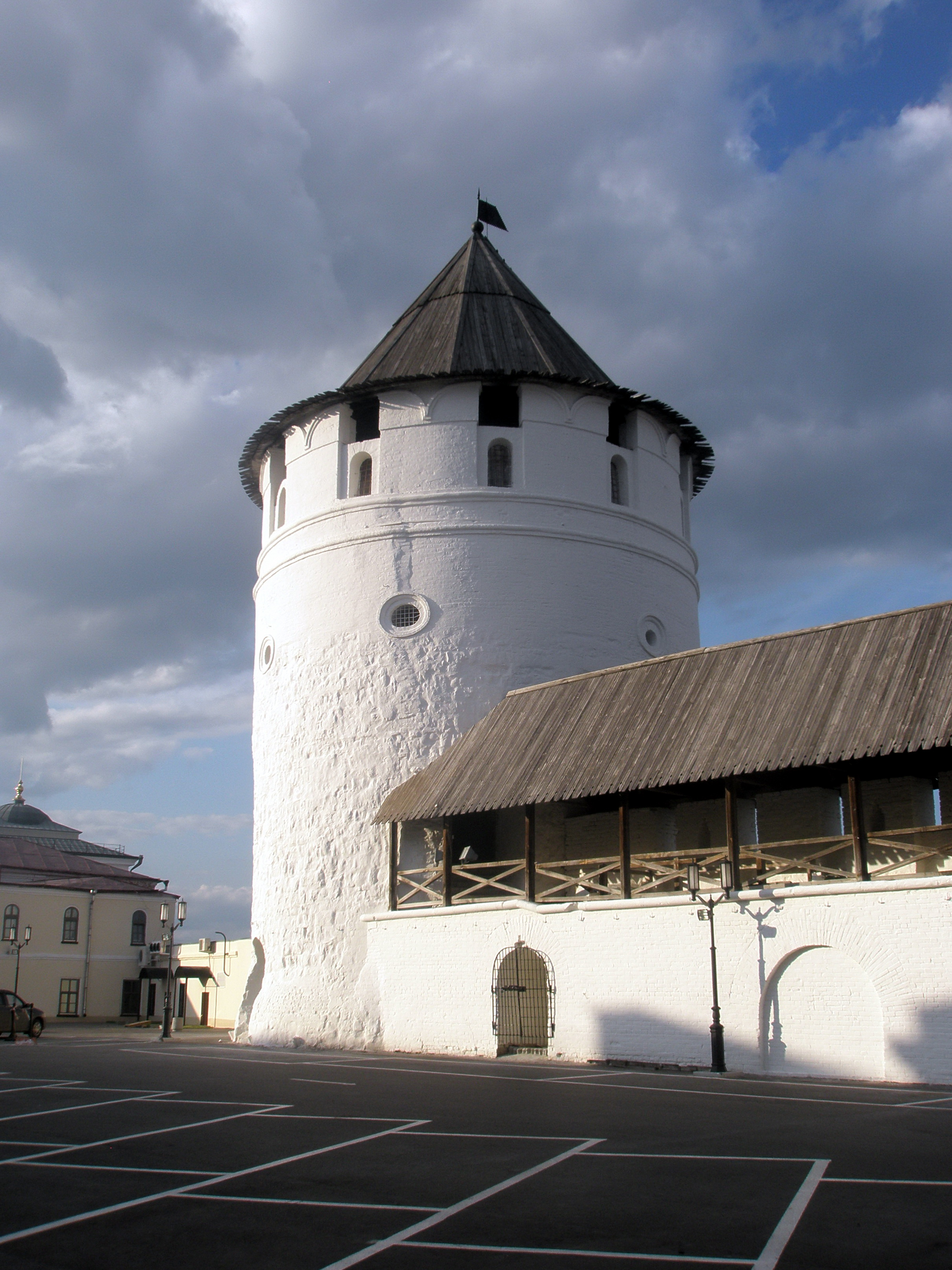
Torre del Consistoria
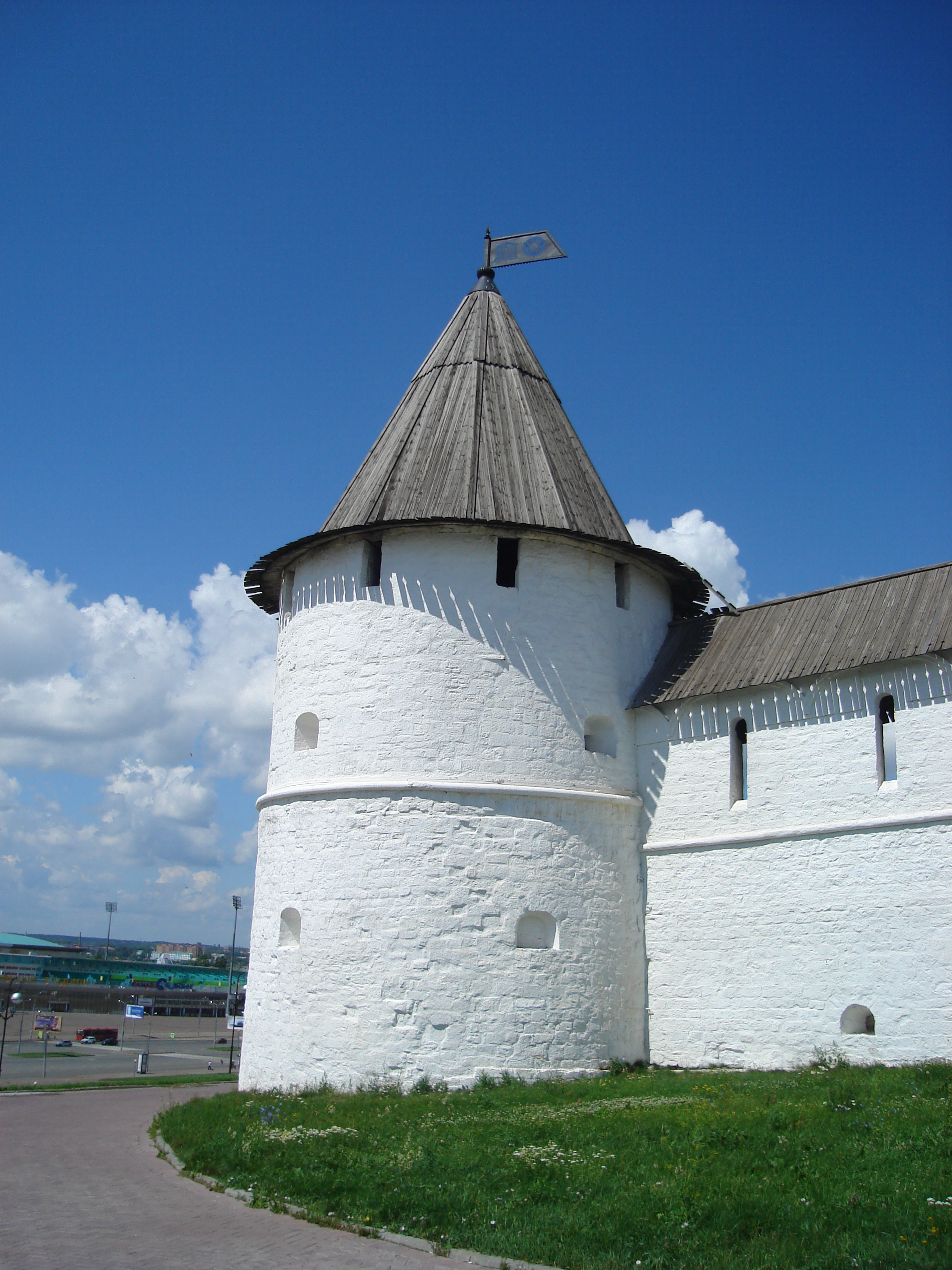
S-W Torre
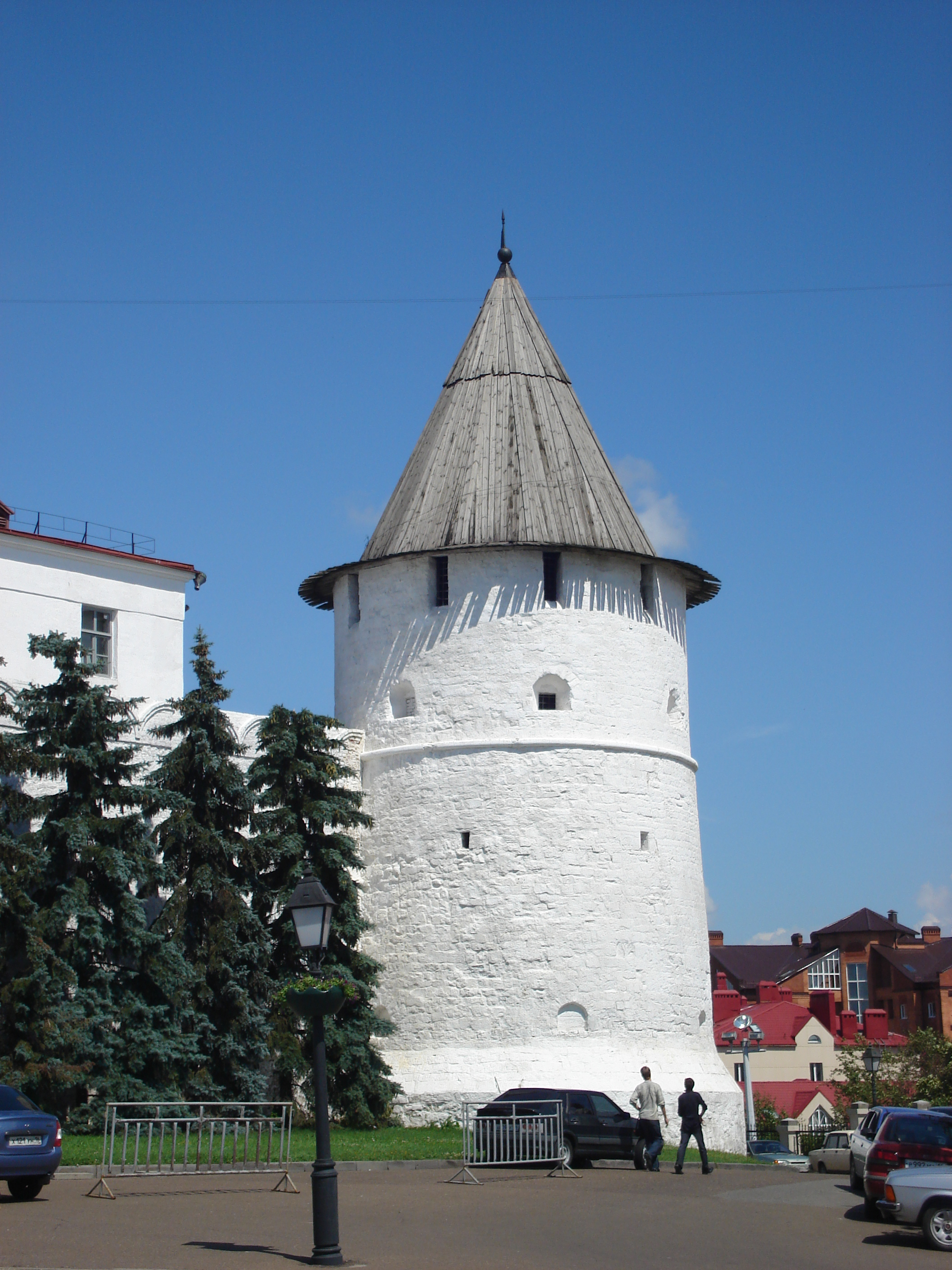
S-E Torre

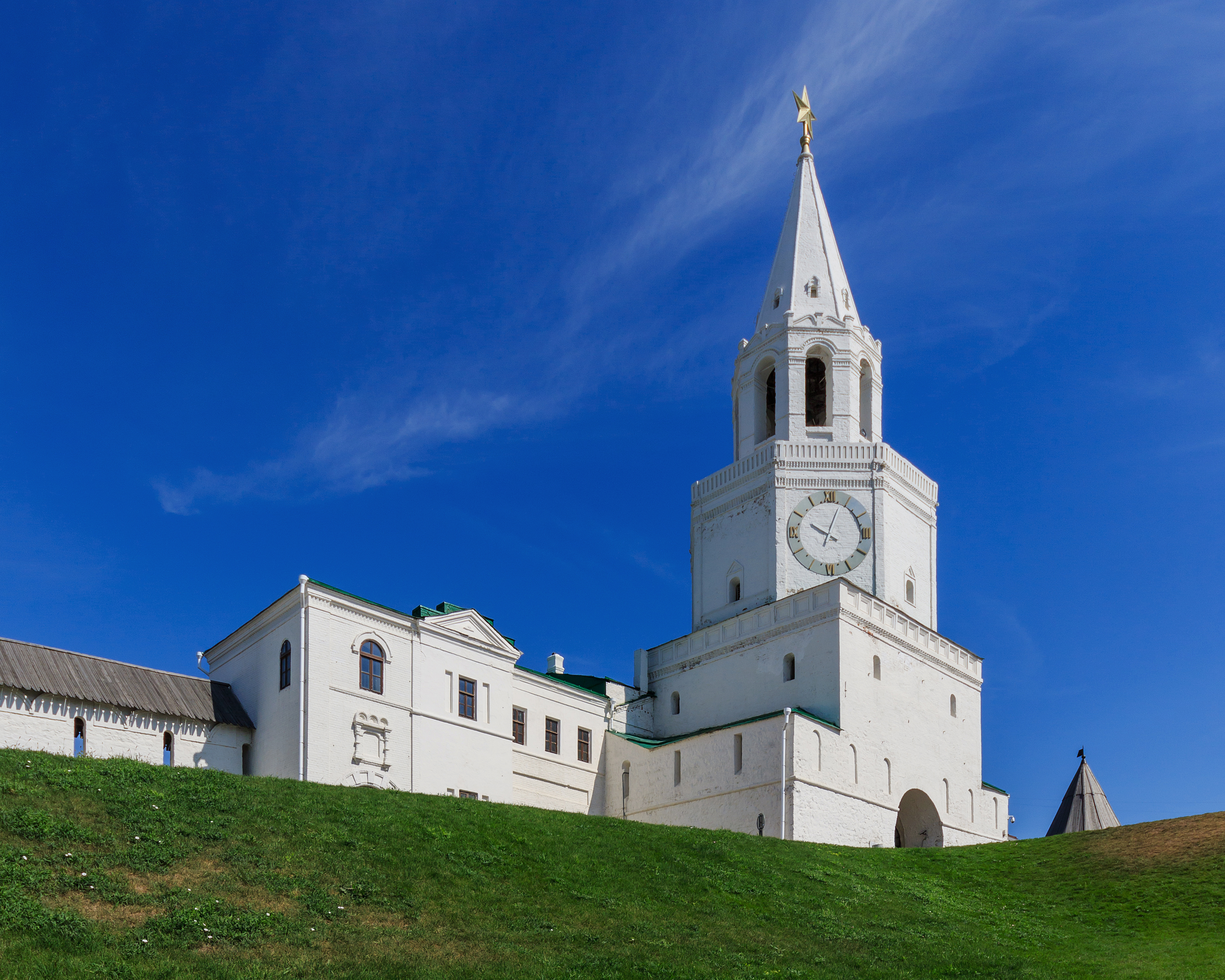
Torre Spásskaya
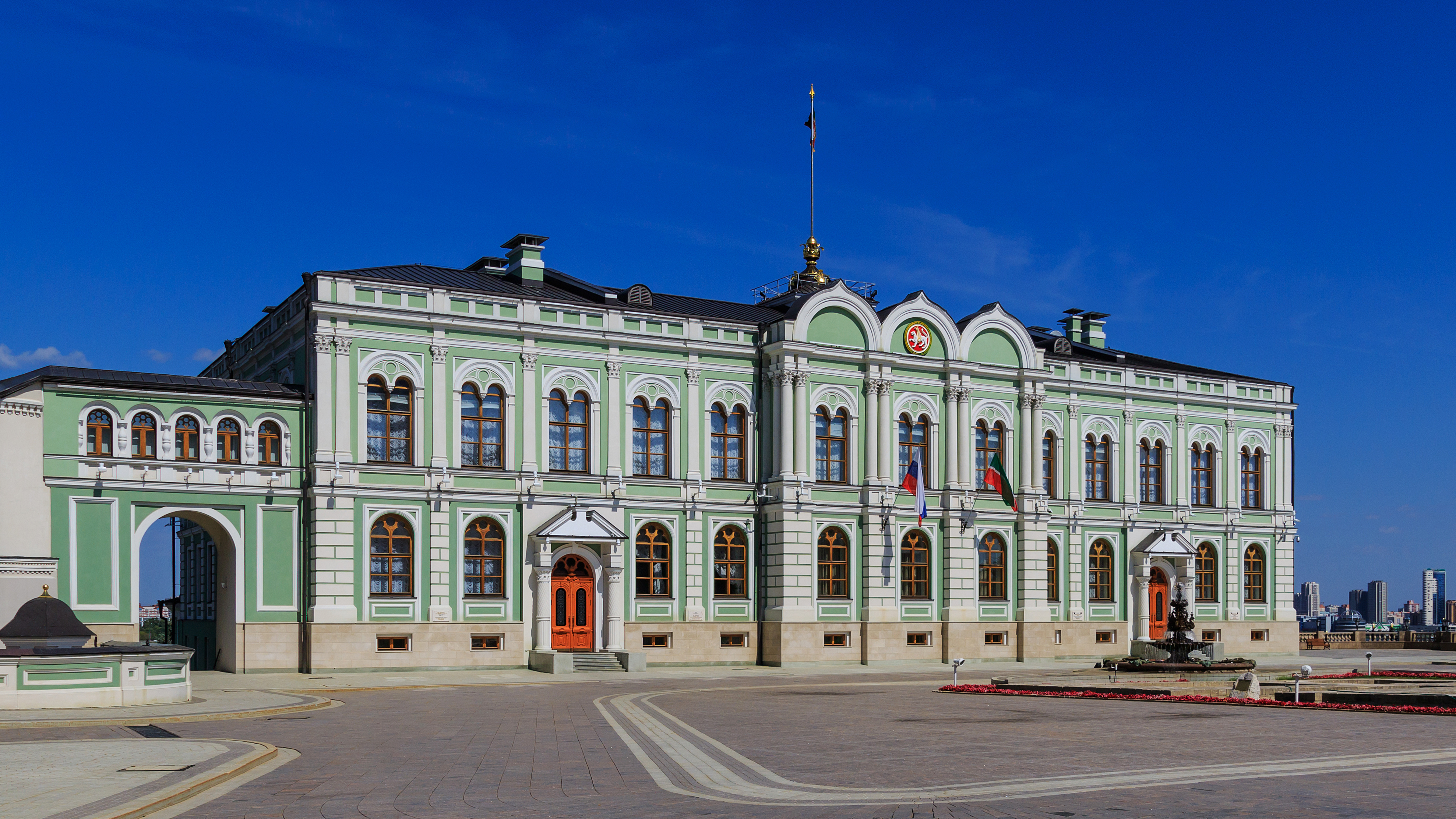
Palacio del Presidente
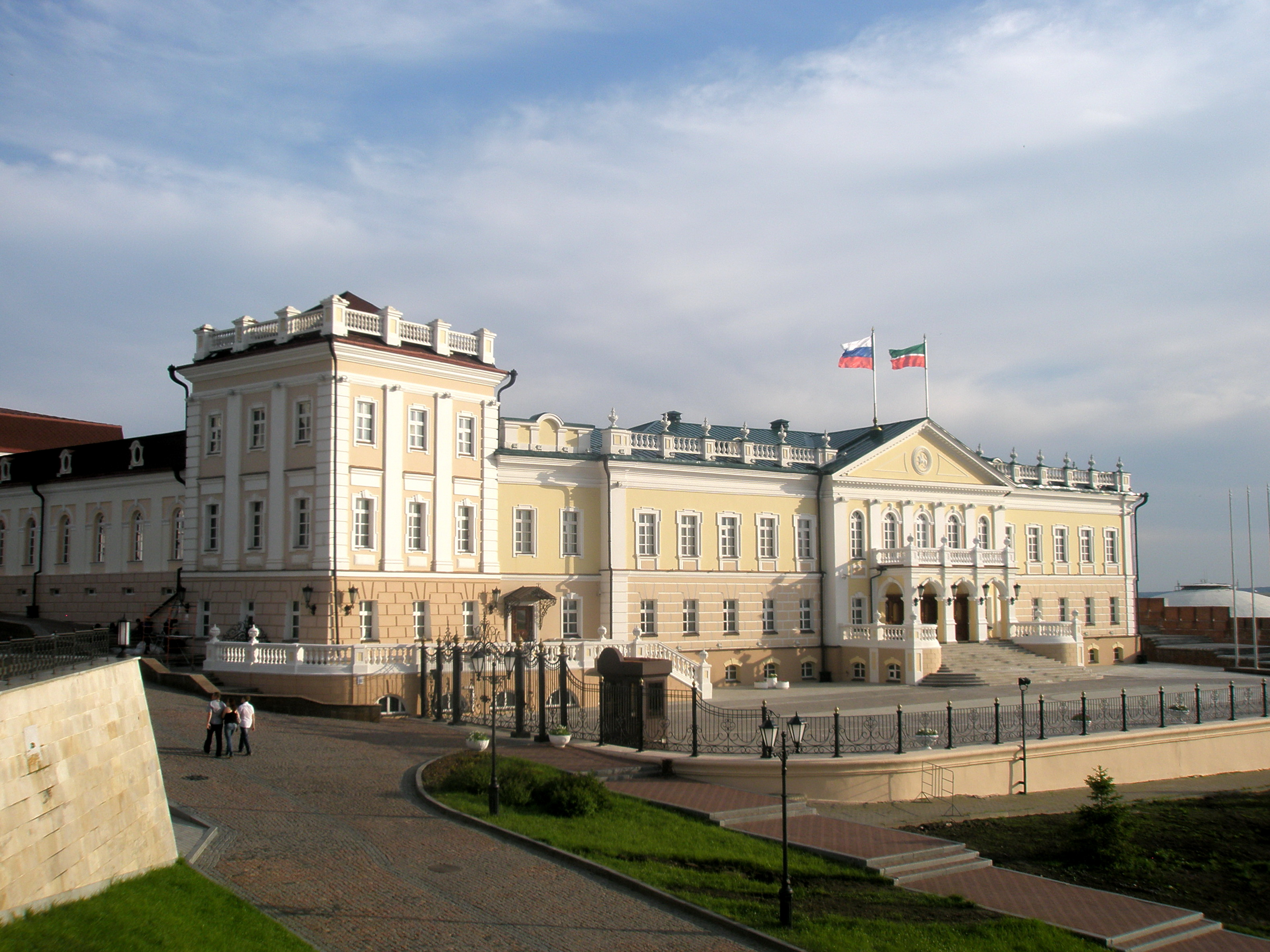
Consistoria Palacio
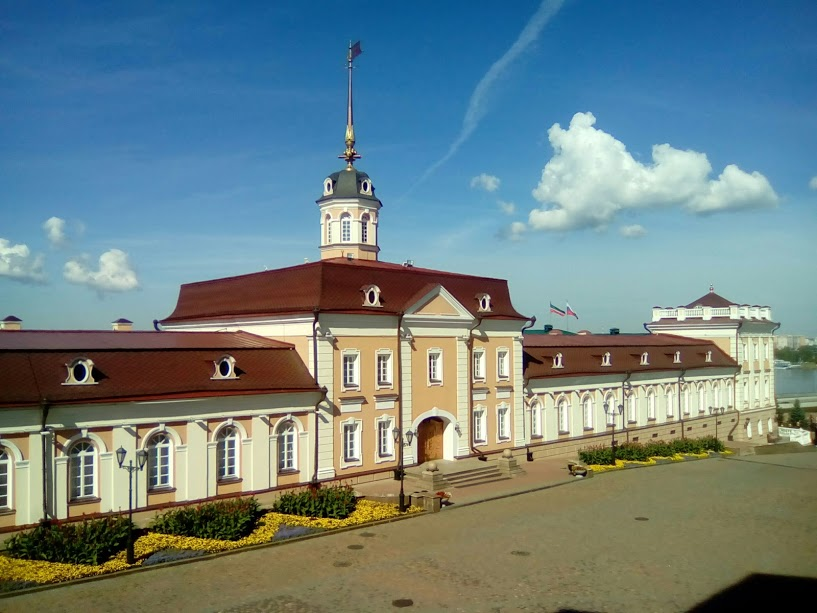
Artillery Palacio
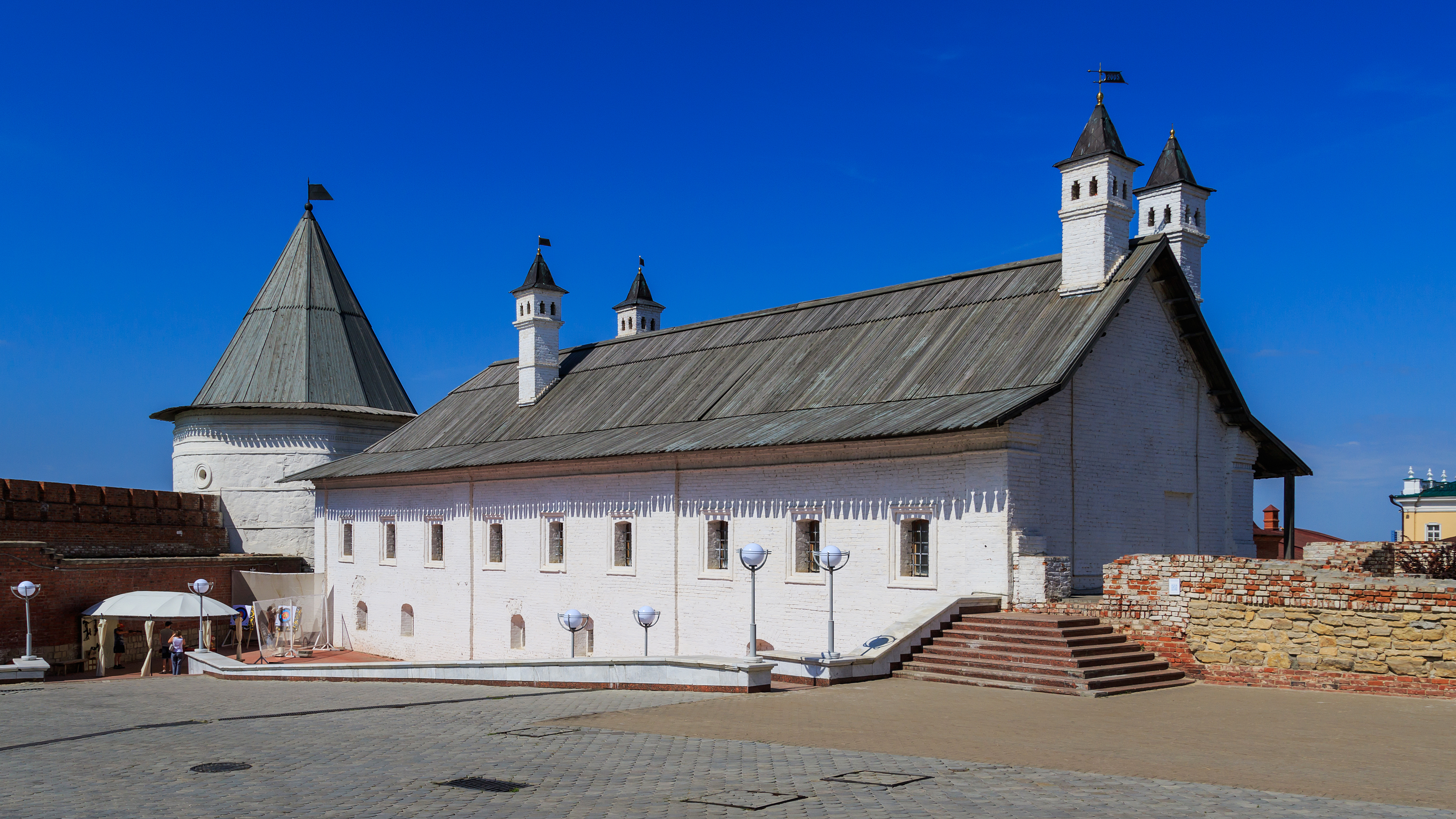
Artillery Casa
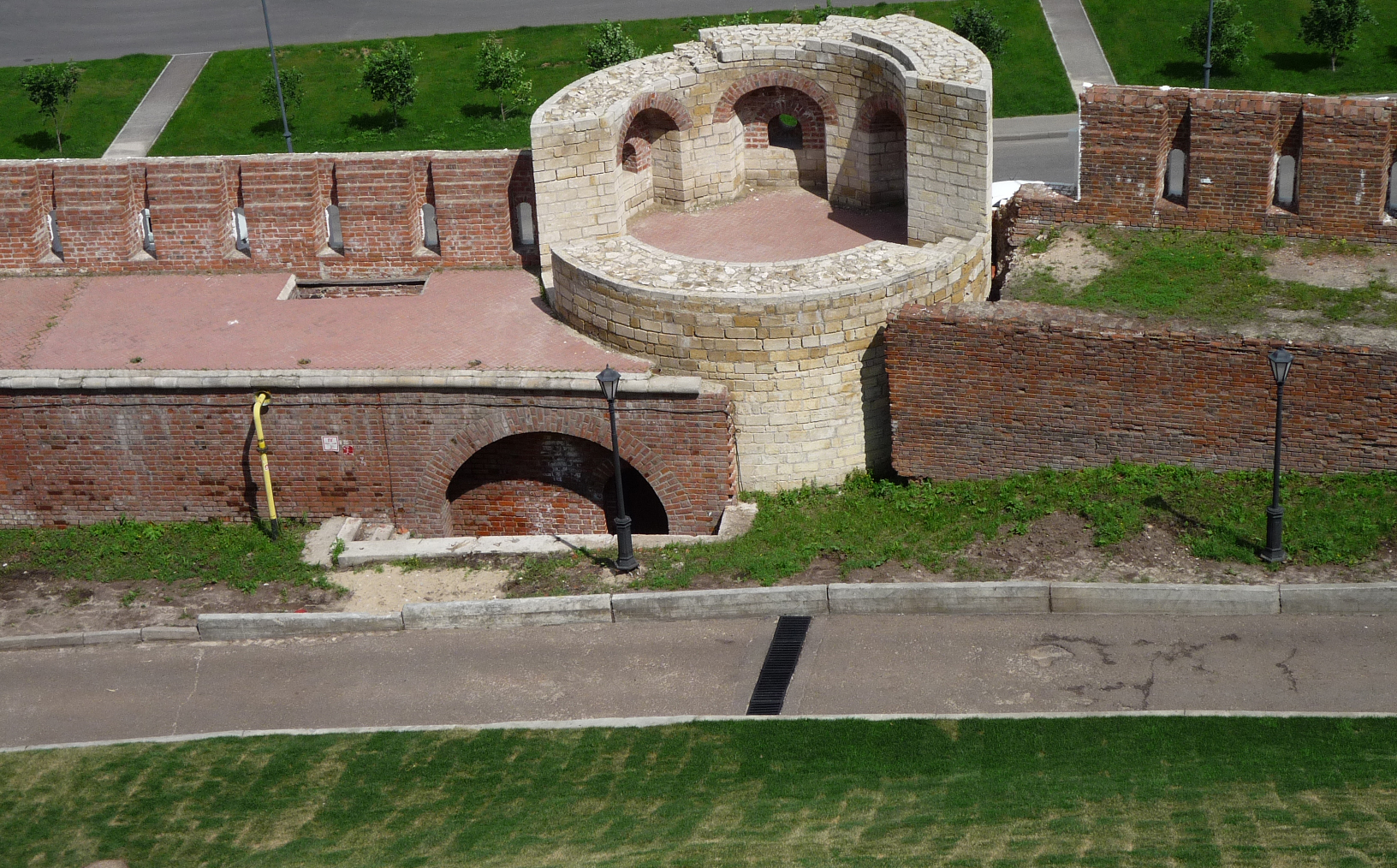
Pared
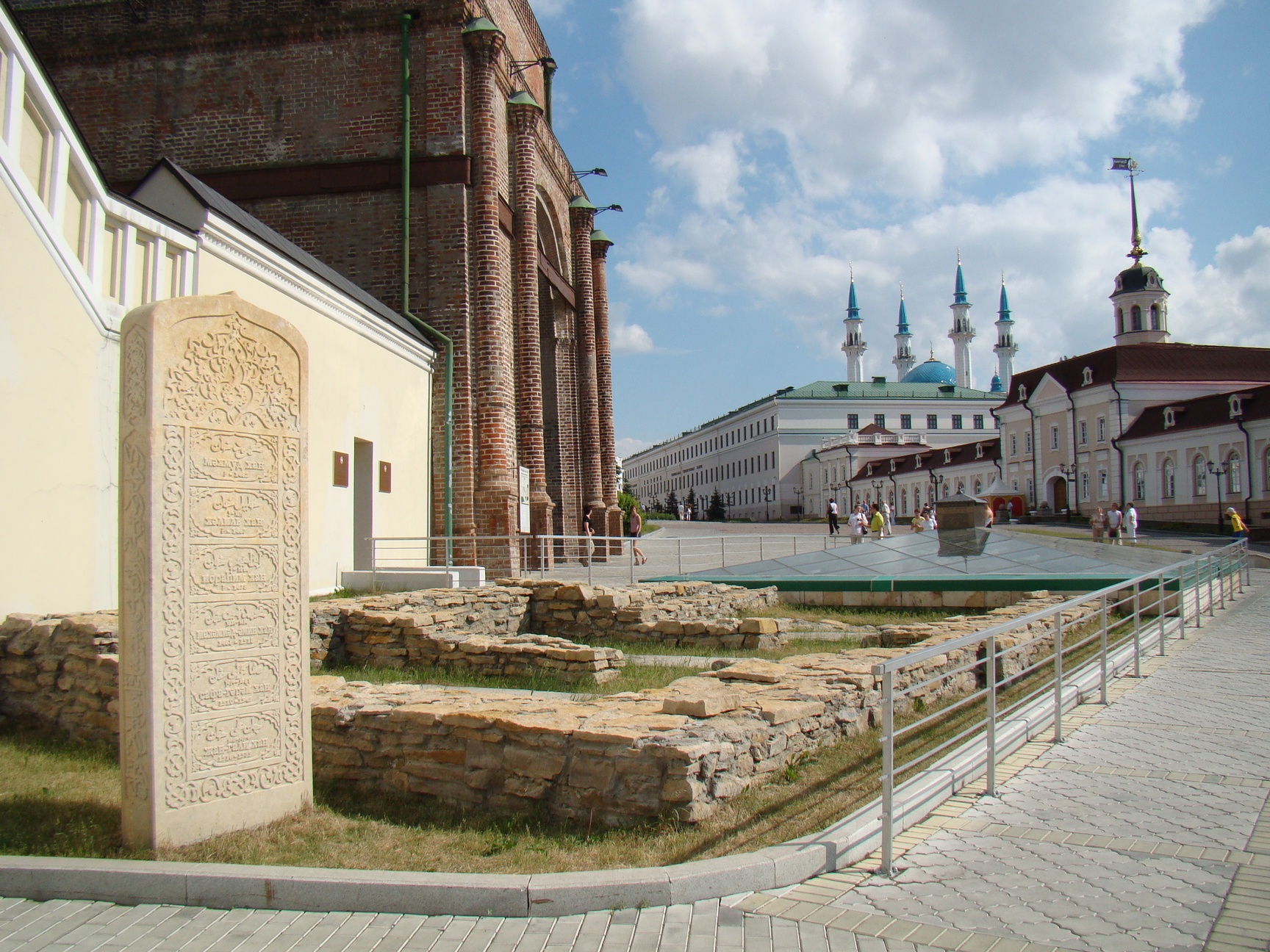
Khan ruinas